# زین‌آباد (شبستر)
زین‌آباد یکی از روستاهای استان آذربایجان شرقی است که در دهستان رودقات بخش صوفیان شهرستان شبستر واقع شده‌ است.
بنابر گفته مرحوم علی حسین ثنایی، منطقه " کول تپه " روستای زین آباد که به ثبت ملی هم رسیده، مربوط به دوره ساسانیان می باشد.